# Strażnica KOP „Łozowicze”
Strażnica KOP „Łozowicze” – zasadnicza jednostka organizacyjna Korpusu Ochrony Pogranicza pełniąca służbę ochronną na granicy polsko-sowieckiej.

## Formowanie i zmiany organizacyjne
W 1924, w składzie 2 Brygady Ochrony Pogranicza, został sformowany 8 batalion graniczny. W 1928 w skład batalionu wchodziło 13 strażnic, w tym 77 strażnica KOP „Łozowicze”  . Po 1936 weszła w skład kompanii granicznej KOP „Siejłowicze”. W 1939 strażnica znajdowała się w strukturze 2 kompanii KOP „Siejłowicze” batalionu KOP „Stołpce” z pułku KOP „Snów”. Strażnica liczyła około 18 żołnierzy i rozmieszczona była przy linii granicznej z zadaniem bezpośredniej ochrony granicy państwowej.
W 1932 obsada strażnicy zakwaterowana była w budynku popolicyjnym. Strażnicę z macierzystą kompanią łączyła droga polna długości 18 km.

## Służba graniczna

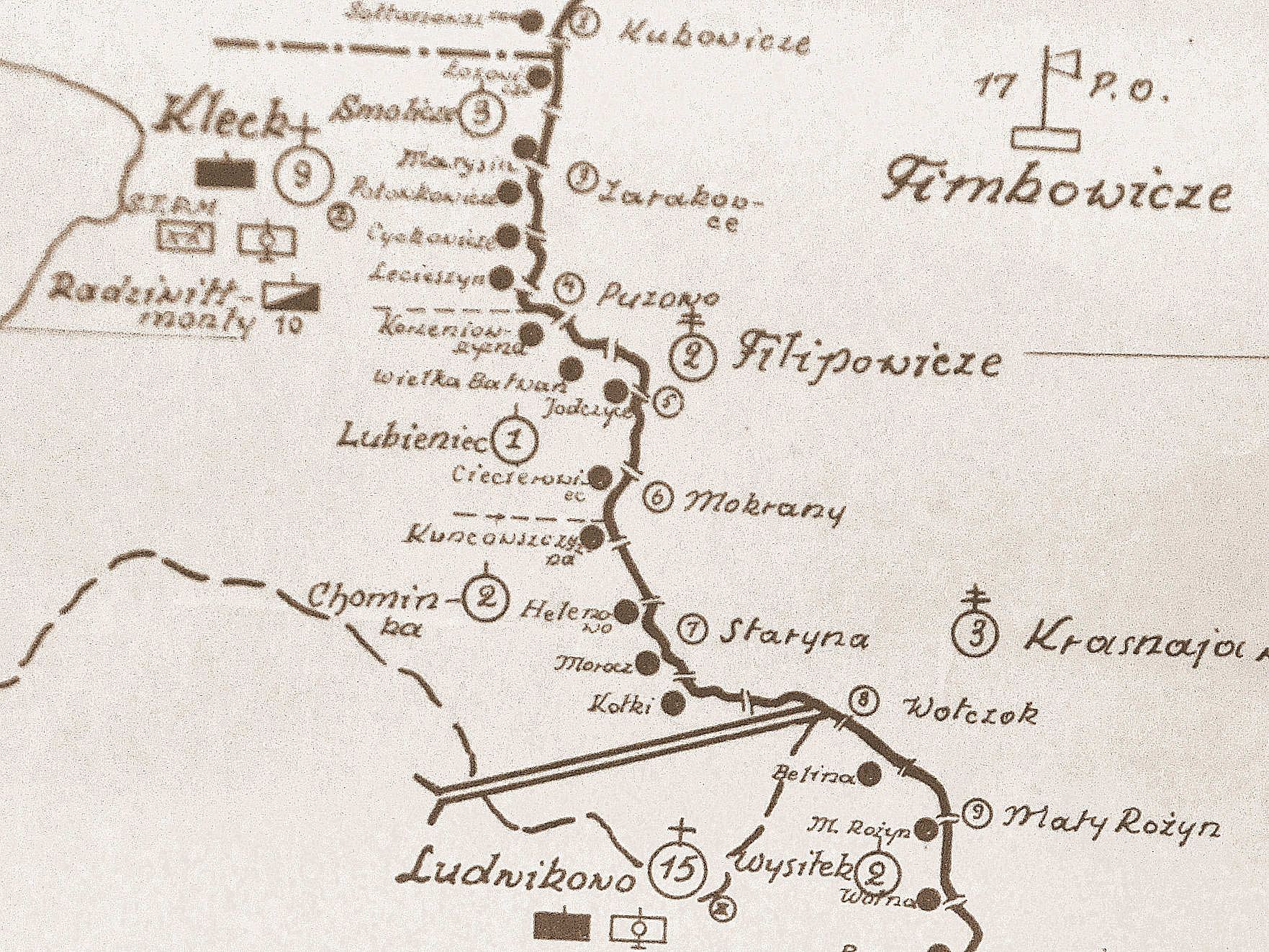
Rozmieszczenie batalionu KOP „Kleck” w 1931

Podstawową jednostką taktyczną Korpusu Ochrony Pogranicza przeznaczoną do pełnienia służby ochronnej był batalion graniczny. Odcinek batalionu dzielił się na pododcinki kompanii, a te z kolei na pododcinki strażnic, które były „zasadniczymi jednostkami pełniącymi służbę ochronną”, w sile półplutonu. Służba ochronna pełniona była systemem zmiennym, polegającym na stałym patrolowaniu strefy nadgranicznej, wystawianiu posterunków alarmowych, obserwacyjnych i kontrolnych stałych, patrolowaniu i organizowaniu zasadzek w miejscach rozpoznanych jako niebezpieczne, kontrolowaniu dokumentów i zatrzymywaniu osób podejrzanych, a także utrzymywaniu ścisłej łączności między oddziałami i władzami administracyjnymi. Strażnice KOP stanowiły pierwszy rzut ugrupowania kordonowego Korpusu Ochrony Pogranicza.
Strażnica KOP „Łozowicze” w 1932 ochraniała pododcinek granicy państwowej szerokości 4 kilometrów 335 metrów od słupa granicznego nr 868 do 876, a w 1938 pododcinek szerokości 4 kilometrów 105 metrów od słupa granicznego nr 867 do 875.
Wydarzenia:
- W meldunku sytuacyjnym z 30 stycznia 1925 napisano: 25 stycznia około godz. 9.00 na pododcinku strażnicy przytrzymano osobnika usiłującego przekroczyć granicę na sowiecką stronę[12].

Sąsiednie strażnice:
- strażnica KOP „Sołtanowszczyzna” ⇔ 78 strażnica KOP „Marysin” - 1928[2] [13], 1929[14], 1931[3] , 1932[10], 1934[15], 1938[5]